# 유긍달
유긍달(劉兢達, 생몰년 미상)은 신라 말 고려 초의 충주(忠州)의 호족이다. 본관은 충주(忠州)이다.
태봉(泰封)의 문신(文臣)으로써 훗날 고려 왕조를 개창하게 되는 왕건(王建)의 셋째 부인인 신명순성왕후(神明順成太后)는 유긍달의 딸로, 왕자 태(泰), 요(堯)와 소(昭), 정(貞), 증통국사(證通國師)와 낙랑(樂浪)과 흥방(興芳) 두 공주(公主)를 낳았다.
유긍달 자신은 고려 왕조에서 태사 내사령(太師 內史令)으로 추증되었다.

## 개요
충주는 고구려의 남진 시기 국원(國原)으로 불리던 땅으로, 신라에 편입된 이후 신라가 설치한 5소경의 하나인 중원소경(中原小京)의 소재지였으며, 한강과 낙동강 사이에 위치한 교통상의 요충지였다.
충주는 신라 효공왕(孝恭王) 4년(900년) 왕건이 궁예(弓裔)의 부장으로서 충주(忠州) 등지를 공격하여 청길(淸吉), 신훤(莘萱)의 세력을 평정할 당시 처음 태봉의 영역에 편입되었고, 고려 왕조가 개창할 당시 영역은 상주(尙州)와 괴산(槐山) · 공주를 연결하는 이북이었고, 당시 전라도 지역을 장악하고 있었던 후백제가 한강 유역으로 진출하기 위해서는 충주로 진출하지 않으면 안 되었으며, 충북 지역인 보은(報恩) · 문의(文義) · 괴산 · 청주(淸州) · 충주를 잇는 전선에서 대치하였다. 궁예 때부터 고려와 후백제, 남북 세력이 대치하던 충주 지역을 효과적으로 관리하기 위해서도 왕건으로써는 충주 지역과의 협력 체제 구축이 불가피한 것이었다.
충주 유씨는 고려 왕조가 삼한을 통일한 뒤, 신명순성왕태후 소생의 두 황자가 대를 이어 고려의 황제가 되었고, 신라의 경순왕이 고려에 귀부했을 때도 고려 태조가 신명순성왕태후 소생의 낙랑공주를 경순왕의 비로 보냈다는 것에서 그 세력을 짐작할 수 있는데, 훗날 현종(顯宗) 때 문하시중(門下侍中)을 지낸 유탑(劉塔)의 열전에서는 "후비(后妃)의 성(姓)으로 유씨(劉氏)인 자는 모두 그 종(宗)으로부터 나왔으므로 대대로 척리(戚里)가 되었다."고 평가하고 있다.
《고려사》(高麗史)에는 그가 태사 내사령으로 추증되었다는 언급만 있으며, 후당 천복(天福) 7년 갑진(942년? 944년?) 6월 17일에 세워졌다고 밝히고 있는 《영월흥녕사징효대사탑비》의 음기(陰記)에 징효대사의 승속제자로써 "경보대통(慶甫大統), 성언대덕(性言大德). 왕요군(王堯君, 훗날의 고려 정종. 923년생). 왕소군(王昭君, 훗날의 고려 광종. 925년생) (중략) 김일소판(金鎰蘇判). 긍달소판(兢達蘇判). 왕규좌승(王規佐承). (중략)" 등의 이름이 언급되고 있어, 《징효대사탑비》가 세워졌던 942년(혹은 944년)까지 유긍달이 살아 있었음을 알 수 있다.

## 유긍달이 등장하는 작품
- 《태조 왕건》 KBS, 2000년~2002년 (민욱 분)
- 《제국의 아침》 KBS, 2002년~2003년 (허현호 분)
- 《빛나거나 미치거나》 KBS, 2015년~2015년 (이정훈 분)